# Ольшанка (приток Вязи)
Ольшанка — река в России, протекает в Пушкинском районе Московской области. Правый приток Вязи.
Берёт начало к северу от деревни Алёшино. Течёт по южным склонам Смоленско-Московской возвышенности среди елово-берёзовых лесов. Пересекает Московское малое кольцо. На реке также стоит деревня Кстинино. Устье реки находится неподалёку от деревни Раково в 800 м по правому берегу реки Вязь. Длина реки составляет 10 км.
По данным государственного водного реестра России относится к Окскому бассейновому округу. Речной бассейн — Ока, речной подбассейн — бассейны притоков Оки от Мокши до впадения в Волгу, водохозяйственный участок — Клязьма от истока до Пироговского гидроузла.